# Jacques Colaert
Jacques Colaert, né en 1584 à Dunkerque - mort le 30 juillet 1637 à Saint-Sébastien, est un corsaire dunkerquois et amiral de Flandre pour le compte de Philippe IV d'Espagne.

## Biographie
Né à Dunkerque, alors ville espagnole, dans une famille de marins, Jacques Colaert commence son service à l'âge de 17 ans.
En 1623, il est âgé de 39 ans lorsqu'il reçoit son premier commandement. Cette première nomination de capitaine aurait eu lieu sur un navire armé par la ville de Bergues (nom du navire le Saint-Xavier). Il se montre tout de suite très habile et échappe au blocus imposé au port de Dunkerque par les Hollandais.
En 1636, il refuse de baisser pavillon et saborde son navire plutôt que de se rendre face à Cornelis Evertsen. Lui et son second, Matthieu Rombout, sont faits prisonniers. Échangé après quatre mois de captivité, Jacques Colaert retourne aussitôt en mer pour accompagner un convoi pour l'Espagne. Il en profite pour capturer 9 navires. Philippe IV le nomme amiral de Flandre et chevalier de l'Ordre de Santiago. 
Finalement lors de sa carrière, Jacques Colaert aurait pris 109 navires de commerce et 27 vaisseaux de guerre, ou encore 1 500 pièces de canon. Il aurait été blessé 17 fois.
Malade, Jacques Colaert meurt le 30 juillet 1637 à Saint-Sébastien.

Son portrait, visible au Musée des beaux-arts de Dunkerque, fut exécuté à titre posthume par Jean de Reyn vers 1670.

## Référence
1. 1 2  Louis de Baecker, Recherches historiques sur la ville de Bergues (lire en ligne), p. 78
2. ↑  M. Lesmarie, « A propos du portraitiste Jean de Reyn (1610-1678) », Bulletin des musées de France, no 2e année N° 5,‎ mai 1930